# Coppa di Turchia 2023-2024 (pallavolo maschile)
La Coppa di Turchia 2023-2024, 31ª edizione della coppa nazionale turca di pallavolo maschile, si è svolta dal 12 ottobre 2023 al 27 marzo 2024: al torneo hanno partecipato quattordici squadre di club turche e la vittoria finale è andata per la nona volta, la seconda consecutiva, all'Halkbank.

## Regolamento

### Formula
La competizione prevede due fasi, quella preliminare e quella finale:
- Nella fase preliminare, dalla quale sono esonerate le migliori quattro formazioni della Efeler Ligi 2022-2023, le altre formazioni provenienti dalla Efeler Ligi 2023-2024 vengono divise in tre gironi (due da tre squadre e uno da quattro), nei quali si sfidano in un round-robin e le prime classificate e la migliore seconda classificata accedono alla fase seguente.
- Nella fase finale le formazioni qualificate si sfidano nei quarti di finali, in semifinale e in finale in gara unica, con gli accoppiamenti decretati da un sorteggio.

### Criteri di classifica
L'ordine del posizionamento in classifica è stato definito in base a:
- Numero di partite vinte;
- Punti;
- Ratio dei set vinti/persi;
- Ratio dei punti realizzati/subiti.

Per determinare la migliore seconda classificata della fase a gironi, i risultati dell'ultima classificata del girone da quattro squadre vengono sottratti dalla classifica.

## Squadre partecipanti
| - Akkuş - Alanya - Arkas - Bigadiç - Bursa BB - Cizre - Develi | - Fenerbahçe - Galatasaray - Halkbank - Hatay BB - Spor Toto - Türşad - Ziraat Bankası |

## Torneo

### Fase a gironi

#### Gruppo A

##### Risultati
| 12 ottobre 2023 İzmir Atatürk Spor Salonu, Smirne Durata: 2h:23 - Spettatori: 400   | Bigadiç     | 2 - 3 | Develi      | 20-25, 25-21, 25-21, 20-25, 13-15 |
| 13 ottobre 2023 İzmir Atatürk Spor Salonu, Smirne Durata: 1h:22 - Spettatori: 3 000 | Develi      | 0 - 3 | Galatasaray | 22-25, 21-25, 19-25               |
| 14 ottobre 2023 İzmir Atatürk Spor Salonu, Smirne Durata: 1h:10 - Spettatori: 200   | Galatasaray | 3 - 0 | Bigadiç     | 25-19, 25-17, 25-18               |

##### Classifica
| Pos. | Squadra     | Pt | G | V | P | SV | SP | Ratio | PF  | PS  | Ratio |
| ---- | ----------- | -- | - | - | - | -- | -- | ----- | --- | --- | ----- |
| 1.   | Galatasaray | 6  | 2 | 2 | 0 | 6  | 0  | MAX   | 150 | 116 | 1,293 |
| 2.   | Develi      | 2  | 2 | 1 | 1 | 3  | 5  | 0,600 | 169 | 178 | 0,949 |
| 3.   | Bigadiç     | 1  | 2 | 0 | 2 | 2  | 6  | 0,330 | 157 | 182 | 0,863 |

      Qualificata ai quarti di finale.

#### Gruppo B

##### Risultati
| 12 ottobre 2023 İzmir Atatürk Spor Salonu, Smirne Durata: 1h:03 - Spettatori: 75 | Hatay BB  | 0 - 3 | Bursa BB  | 15-25, 13-25, 14-25        |
| 13 ottobre 2023 İzmir Atatürk Spor Salonu, Smirne Durata: 1h:34 - Spettatori: ?  | Spor Toto | 3 - 1 | Hatay BB  | 25-18, 25-16, 17-25, 25-12 |
| 14 ottobre 2023 İzmir Atatürk Spor Salonu, Smirne Durata: 1h:24 - Spettatori: 75 | Bursa BB  | 0 - 3 | Spor Toto | 18-25, 19-25, 23-25        |

##### Classifica
| Pos. | Squadra   | Pt | G | V | P | SV | SP | Ratio | PF  | PS  | Ratio |
| ---- | --------- | -- | - | - | - | -- | -- | ----- | --- | --- | ----- |
| 1.   | Spor Toto | 6  | 2 | 2 | 0 | 6  | 1  | 6,000 | 167 | 131 | 1,275 |
| 2.   | Bursa BB  | 3  | 2 | 1 | 1 | 3  | 3  | 1,000 | 135 | 117 | 1,154 |
| 3.   | Hatay BB  | 0  | 2 | 0 | 2 | 1  | 6  | 0,170 | 113 | 167 | 0,677 |

      Qualificata ai quarti di finale.

#### Gruppo C

##### Risultati
| 12 ottobre 2023 Başkent Voleybol Salonu, Ankara Durata: 2h:16 - Spettatori: 150   | Cizre  | 3 - 2 | Akkuş  | 21-25, 25-16, 25-20, 21-25, 16-14 |
| 12 ottobre 2023 Başkent Voleybol Salonu, Ankara Durata: 1h:47 - Spettatori: 100   | Türşad | 1 - 3 | Alanya | 21-25, 19-25, 25-22, 20-25        |
| 13 ottobre 2023 Başkent Voleybol Salonu, Ankara Durata: 1h:15 - Spettatori: 3 000 | Akkuş  | 3 - 0 | Türşad | 25-19, 25-22, 25-17               |
| 13 ottobre 2023 Başkent Voleybol Salonu, Ankara Durata: 1h:25 - Spettatori: 100   | Alanya | 3 - 0 | Cizre  | 26-24, 25-16, 25-20               |
| 14 ottobre 2023 Başkent Voleybol Salonu, Ankara Durata: 1h:41 - Spettatori: 150   | Alanya | 3 - 1 | Akkuş  | 25-22, 25-18, 18-25, 25-21        |
| 14 ottobre 2023 Başkent Voleybol Salonu, Ankara Durata: 1h:16 - Spettatori: 50    | Cizre  | 0 - 3 | Türşad | 23-25, 21-25, 23-25               |

##### Classifica
| Pos. | Squadra | Pt | G | V | P | SV | SP | Ratio | PF  | PS  | Ratio |
| ---- | ------- | -- | - | - | - | -- | -- | ----- | --- | --- | ----- |
| 1.   | Alanya  | 9  | 3 | 3 | 0 | 9  | 2  | 4,500 | 266 | 231 | 1,152 |
| 2.   | Akkuş   | 4  | 3 | 1 | 2 | 6  | 6  | 1,000 | 261 | 259 | 1,008 |
| 3.   | Türşad  | 3  | 3 | 1 | 2 | 4  | 6  | 0,670 | 218 | 239 | 0,912 |
| 4.   | Cizre   | 2  | 3 | 1 | 2 | 3  | 8  | 0,380 | 235 | 251 | 0,936 |

      Qualificata ai quarti di finale.

### Fase finale

#### Tabellone
|  | Quarti di finale | Quarti di finale |            |                | Semifinali | Semifinali |  |  | Finale | Finale |  |
|  |                  |                  |            |                |            |            |  |  |        |        |  |
|  | Ziraat Bankası   | 3                |            |                |            |            |  |  |        |        |  |
|  | Ziraat Bankası   | 3                |            |                |            |            |  |  |        |        |  |
|  | Spor Toto        | 0                |            |                |            |            |  |  |        |        |  |
|  | Spor Toto        | 0                |            | Ziraat Bankası | 2          |            |  |  |        |        |  |
|  |                  |                  |            | Ziraat Bankası | 2          |            |  |  |        |        |  |
|  |                  |                  | Arkas      | 3              |            |            |  |  |        |        |  |
|  | Arkas            | 3                | Arkas      | 3              |            |            |  |  |        |        |  |
|  | Arkas            | 3                |            |                |            |            |  |  |        |        |  |
|  | Galatasaray      | 1                |            |                |            |            |  |  |        |        |  |
|  | Galatasaray      | 1                |            | Arkas          | 1          |            |  |  |        |        |  |
|  |                  |                  |            |                |            |            |  |  |        |        |  |
|  |                  |                  | Halkbank   | 3              |            |            |  |  |        |        |  |
|  | Halkbank         | 3                | Halkbank   | 3              |            |            |  |  |        |        |  |
|  | Halkbank         | 3                |            |                |            |            |  |  |        |        |  |
|  | Alanya           | 0                |            |                |            |            |  |  |        |        |  |
|  | Alanya           | 0                |            | Halkbank       | 3          |            |  |  |        |        |  |
|  |                  |                  |            | Halkbank       | 3          |            |  |  |        |        |  |
|  |                  |                  | Fenerbahçe | 1              |            |            |  |  |        |        |  |
|  | Fenerbahçe       | 3                | Fenerbahçe | 1              |            |            |  |  |        |        |  |
|  | Fenerbahçe       | 3                |            |                |            |            |  |  |        |        |  |
|  | Akkuş            | 1                |            |                |            |            |  |  |        |        |  |

#### Risultati

##### Quarti di finale
| 13 febbraio 2024 Başkent Voleybol Salonu, Ankara Durata: 1h:29 - Spettatori: 200   | Ziraat Bankası | 3 - 0 | Spor Toto   | 25-19, 26-24, 25-16        |
| 13 febbraio 2024 İzmir Atatürk Spor Salonu, Smirne Durata: 1h:50 - Spettatori: 850 | Arkas          | 3 - 1 | Galatasaray | 24-26, 29-27, 25-20, 25-17 |
| 13 febbraio 2024 Başkent Voleybol Salonu, Ankara Durata: 1h:04 - Spettatori: 700   | Halkbank       | 3 - 0 | Alanya      | 25-20, 25-14, 25-21        |
| 13 febbraio 2024 Burhan Felek Spor Salonu, Istanbul Durata: 2h:11 - Spettatori: 90 | Fenerbahçe     | 3 - 1 | Akkuş       | 23-25, 31-29, 25-21, 28-26 |

##### Semifinali
| 26 marzo 2024 Cengiz Göllü Voleybol Salonu, Bursa Durata: 2h:24 - Spettatori: 500   | Ziraat Bankası | 2 - 3 | Arkas      | 25-23, 32-30, 23-25, 20-25, 11-15 |
| 26 marzo 2024 Cengiz Göllü Voleybol Salonu, Bursa Durata: 1h:50 - Spettatori: 2 000 | Halkbank       | 3 - 1 | Fenerbahçe | 25-12, 25-16, 20-25, 26-24        |

##### Finale
| 27 marzo 2024 Cengiz Göllü Voleybol Salonu, Bursa Durata: 2h:04 - Spettatori: 2 000 | Arkas | 1 - 3 | Halkbank | 25-23, 23-25, 26-28, 23-25 |

## Statistiche
| Rendimento individuale | Rendimento individuale | Rendimento individuale | Rendimento individuale |
| Pos.                   | Nome                   | Punti                  | Squadra                |
| ---------------------- | ---------------------- | ---------------------- | ---------------------- |
| 1                      | Bradley Gunter         | 85                     | Akkuş                  |
| 2                      | Bardia Saadat          | 75                     | Alanya                 |
| 3                      | Efe Mandıracı          | 70                     | Arkas                  |
| 4                      | György Grozer          | 69                     | Arkas                  |
| 5                      | Nimir Abdel-Aziz       | 67                     | Halkbank               |

| Attacchi vincenti | Attacchi vincenti | Attacchi vincenti | Attacchi vincenti |
| Pos.              | Nome              | Punti             | Squadra           |
| ----------------- | ----------------- | ----------------- | ----------------- |
| 1                 | Bradley Gunter    | 75                | Akkuş             |
| 2                 | Bardia Saadat     | 67                | Alanya            |
| 3                 | Efe Mandıracı     | 60                | Arkas             |
| 4                 | György Grozer     | 57                | Arkas             |
| 5                 | Nimir Abdel-Aziz  | 55                | Halkbank          |

| Muri vincenti | Muri vincenti | Muri vincenti | Muri vincenti |
| Pos.          | Nome          | Punti         | Squadra       |
| ------------- | ------------- | ------------- | ------------- |
| 1             | Marko Matić   | 8             | Halkbank      |
| 1             | Fatih Uğur    | 8             | Türşad        |
| 1             | Furkan Aydın  | 8             | Akkuş         |
| 4             | Jan Hadrava   | 7             | Galatasaray   |
| 4             | Atakan Topal  | 7             | Akkuş         |

| Battute vincenti | Battute vincenti  | Battute vincenti | Battute vincenti |
| Pos.             | Nome              | Punti            | Squadra          |
| ---------------- | ----------------- | ---------------- | ---------------- |
| 1                | Earvin N'Gapeth   | 8                | Halkbank         |
| 2                | Božidar Vučićević | 6                | Spor Toto        |
| 2                | Nimir Abdel-Aziz  | 6                | Halkbank         |
| 2                | György Grozer     | 6                | Arkas            |
| 2                | Svetoslav Ivanov  | 6                | Akkuş            |